# Конере
Конере (фр. Connerré) је насељено место у Француској у региону Лоара, у департману Сарт.
По подацима из 2011. године у општини је живело 2893 становника, а густина насељености је износила 174,28 становника/km².

## Демографија
| 1962. | 1968. | 1975. | 1982. | 1990. | 2011. |
| ----- | ----- | ----- | ----- | ----- | ----- |
| 2.425 | 2.383 | 2.523 | 2.635 | 2.545 | 2.893 |